# Atletica leggera ai Giochi della XXXIII Olimpiade - 400 metri ostacoli maschili
Ai Giochi della XXXIII Olimpiade la competizione dei  400 metri ostacoli maschili si è svolta nei giorni 5, 6, 7 e 8 agosto 2024 presso lo Stade de France di Parigi.

## Presenze ed assenze dei campioni in carica
| Competizione         | Atleta            | Prestazione | Parigi 2024 |
| -------------------- | ----------------- | ----------- | ----------- |
| Olimpiadi 2020       | Karsten Warholm   | 45"94       | Presente    |
| Africani 2022        | Sokwakhana Zazini | 49”42       | Non qual.   |
| Commonwealth 2022    | Kyron McMaster    | 48”93       | Presente    |
| Asiatici 2023        | Bassem Hemeida    | 48”84       | Presente    |
| Panamericani 2023    | Jaheel Hyde       | 49”19       | Presente    |
| Mondiali 2023        | Karsten Warholm   | 46"89       | Presente    |
| Europei 2024         | Karsten Warholm   | 46"98       | Presente    |
|                      |                   |             |             |
| Mondiali junior 2022 | İsmail Nezir      | 48”84       | Presente    |

## Risultati
La competizione ha subito una modifica con l'introduzione di una fase di ripescaggio. Nel primo turno si disputano cinque batterie, con i primi tre classificati di ogni batteria (Q) ed i tre migliori tempi degli esclusi che accedono alle semifinali. Tutti gli altri vanno al turno di ripescaggio (tranne coloro che non hanno finito la gara o sono stati squalificati).

Il turno di ripescaggio si compone di tre batterie. Accedono alle semifinali i primi due classificati di ciascuna serie (Q). 

Riassumendo: per fare 24 semifinalisti, 18 provengono dalle batterie e gli altri 6 dai ripescaggi.

Nelle tre semifinali, i primi due classificati di ciascuna delle tre serie e i due tempi più veloci accedono alla finale.

### Batterie

#### Batteria 1
| Pos. | Corsia | Atleta          | Nazionalità               | Tempo | Note                                     |
| ---- | ------ | --------------- | ------------------------- | ----- | ---------------------------------------- |
| 1    | 7      | Rai Benjamin    | Stati Uniti               | 48"82 | Q                                        |
| 2    | 6      | Jaheel Hyde     | Giamaica                  | 49"08 | Q                                        |
| 3    | 2      | Kyron McMaster  | Isole Vergini Britanniche | 49"24 | Q                                        |
| 4    | 4      | Carl Bengtström | Svezia                    | 49"34 |                                          |
| 5    | 5      | Bassem Hemeida  | Qatar                     | 49"82 | Miglior prestazione personale stagionale |
| 6    | 8      | Daiki Ogawa     | Giappone                  | 50"21 |                                          |
| 7    | 3      | Matic Ian Guček | Slovenia                  | 50"30 |                                          |

#### Batteria 2
| Pos. | Corsia | Atleta            | Nazionalità     | Tempo | Note |
| ---- | ------ | ----------------- | --------------- | ----- | ---- |
| 1    | 5      | Karsten Warholm   | Norvegia        | 47"57 | Q    |
| 2    | 9      | Clément Ducos     | Francia         | 47"69 | Q    |
| 3    | 7      | Abderrahman Samba | Qatar           | 48"35 | Q    |
| 4    | 8      | Yeral Nuñez       | Rep. Dominicana | 48"67 |      |
| 5    | 4      | Trevor Bassitt    | Stati Uniti     | 49"38 |      |
| 6    | 2      | Vít Müller        | Rep. Ceca       | 49"44 |      |
| 7    | 6      | Oskar Edlund      | Svezia          | 49"74 |      |
| 8    | 3      | Xie Zhiyu         | Cina            | 49"90 |      |

#### Batteria 3
| Pos. | Corsia | Atleta            | Nazionalità | Tempo | Note |
| ---- | ------ | ----------------- | ----------- | ----- | ---- |
| 1    | 5      | Rasmus Mägi       | Estonia     | 48"62 | Q    |
| 2    | 6      | CJ Allen          | Stati Uniti | 48"64 | Q    |
| 3    | 2      | Alison dos Santos | Brasile     | 48"75 | Q    |
| 4    | 9      | Emil Agyekum      | Germania    | 49"38 |      |
| 5    | 3      | Victor Ntweng     | Botswana    | 49"59 |      |
| 6    | 8      | Julien Bonvin     | Svizzera    | 49"82 |      |
| 7    | 7      | Kaito Tsutsue     | Giappone    | 50"50 |      |
| 8    | 4      | Yasmani Copello   | Turchia     | 50"72 |      |

#### Batteria 4
| Pos. | Corsia | Atleta               | Nazionalità | Tempo | Note |
| ---- | ------ | -------------------- | ----------- | ----- | ---- |
| 1    | 8      | Roshawn Clarke       | Giamaica    | 48"17 | Q    |
| 2    | 3      | Ezekiel Nathaniel    | Nigeria     | 48"38 | Q    |
| 3    | 7      | Wilfried Happio      | Francia     | 48"42 | Q    |
| 4    | 4      | Alessandro Sibilio   | Italia      | 48"43 | q    |
| 5    | 5      | Wiseman Were Mukhobe | Kenya       | 48"58 | q    |
| 6    | 9      | Nick Smidt           | Paesi Bassi | 48"64 | q    |
| 7    | 6      | Gerald Drummond      | Costa Rica  | 48"80 |      |
| 8    | 2      | Constantin Preis     | Germania    | 49"99 |      |

#### Batteria 5
| Pos. | Corsia | Atleta               | Nazionalità   | Tempo | Note |
| ---- | ------ | -------------------- | ------------- | ----- | ---- |
| 1    | 2      | Malik James-King     | Giamaica      | 48"21 | Q    |
| 2    | 6      | Matheus Lima         | Brasile       | 48"90 | Q    |
| 3    | 9      | Alastair Chalmers    | Gran Bretagna | 48"98 | Q    |
| 4    | 7      | Joshua Abuaku        | Germania      | 49"00 |      |
| 5    | 3      | Berke Akçam          | Turchia       | 49"48 |      |
| 6    | 4      | Ken Toyoda           | Giappone      | 53"62 |      |
|      | 8      | Ismail Doudai Abakar | Qatar         | dnf   |      |
|      | 5      | Peng Ming-yang       | Taipei cinese | dnf   |      |

### Ripescaggi
I primi due atleti di ogni batteria di ripescaggio (Q) accedono alla semifinali.

#### Ripescaggio 1
| Pos. | Corsia | Atleta          | Nazionalità | Tempo | Note                                     |
| ---- | ------ | --------------- | ----------- | ----- | ---------------------------------------- |
| 1    | 6      | Trevor Bassitt  | Stati Uniti | 48"64 | Q                                        |
| 2    | 4      | Emil Agyekum    | Germania    | 48"67 | Q                                        |
| 3    | 7      | Vít Müller      | Rep. Ceca   | 48"96 |                                          |
| 4    | 8      | Oskar Edlund    | Svezia      | 48"99 |                                          |
| 5    | 3      | Daiki Ogawa     | Giappone    | 49"25 |                                          |
| 6    | 2      | Bassem Hemeida  | Qatar       | 49"64 | Miglior prestazione personale stagionale |
|      | 5      | Yasmani Copello | Turchia     | dns   |                                          |

#### Ripescaggio 2
| Pos. | Corsia | Atleta           | Nazionalità | Tempo | Note |
| ---- | ------ | ---------------- | ----------- | ----- | ---- |
| 1    | 8      | Carl Bengtström  | Svezia      | 48"63 | Q    |
| 2    | 4      | Gerald Drummond  | Costa Rica  | 48"78 | Q    |
| 3    | 5      | Victor Ntweng    | Botswana    | 48"88 |      |
| 4    | 7      | Matic Ian Guček  | Slovenia    | 49"06 |      |
| 5    | 3      | Constantin Preis | Germania    | 51"02 |      |
|      | 3      | Kaito Tsutsue    | Giappone    | dns   |      |

#### Ripescaggio 3
| Pos. | Corsia | Atleta        | Nazionalità     | Tempo | Note |
| ---- | ------ | ------------- | --------------- | ----- | ---- |
| 1    | 5      | Berke Akçam   | Turchia         | 48"72 | Q    |
| 2    | 6      | Joshua Abuaku | Germania        | 48"87 | Q    |
| 3    | 3      | Julien Bonvin | Svizzera        | 49"08 |      |
| 4    | 8      | Xie Zhiyu     | Cina            | 49"59 |      |
| 5    | 7      | Yeral Nuñez   | Rep. Dominicana | 53"68 |      |
|      | 4      | Ken Toyoda    | Giappone        | dns   |      |

### Semifinali
I primi due di ogni batteria (Q) e i due migliori tempi tra gli esclusi (q) si qualificano alla finale.

#### Semifinale 1
| Pos. | Corsia | Atleta            | Nazionalità | Tempo | Note |
| ---- | ------ | ----------------- | ----------- | ----- | ---- |
| 1    | 7      | Karsten Warholm   | Norvegia    | 47"67 | Q    |
| 2    | 6      | Clément Ducos     | Francia     | 47"85 | Q    |
| 3    | 9      | Alison dos Santos | Brasile     | 47"95 | q    |
| 4    | 2      | Trevor Bassitt    | Stati Uniti | 48"29 |      |
| 5    | 5      | Ezekiel Nathaniel | Nigeria     | 48"65 |      |
| 6    | 4      | Nick Smidt        | Paesi Bassi | 49"61 |      |
| 7    | 8      | Jaheel Hyde       | Giamaica    | 50"03 |      |
| 8    | 3      | Joshua Abuaku     | Germania    | 50"19 |      |

#### Semifinale 2
| Pos. | Corsia | Atleta             | Nazionalità               | Tempo | Note |
| ---- | ------ | ------------------ | ------------------------- | ----- | ---- |
| 1    | 4      | Kyron McMaster     | Isole Vergini Britanniche | 48"15 | Q    |
| 2    | 7      | Rasmus Mägi        | Estonia                   | 48"16 | Q    |
| 3    | 5      | Abderrahman Samba  | Qatar                     | 48"20 | q    |
| 4    | 8      | CJ Allen           | Stati Uniti               | 48"44 |      |
| 5    | 3      | Emil Agyekum       | Germania                  | 48"78 |      |
| 6    | 9      | Alessandro Sibilio | Italia                    | 48"79 |      |
| 7    | 6      | Malik James-King   | Giamaica                  | 48"85 |      |
| 8    | 2      | Berke Akçam        | Turchia                   | 49"12 |      |

#### Semifinale 3
| Pos. | Corsia | Atleta            | Nazionalità   | Tempo | Note |
| ---- | ------ | ----------------- | ------------- | ----- | ---- |
| 1    | 5      | Rai Benjamin      | Stati Uniti   | 47"85 | Q    |
| 2    | 8      | Roshawn Clarke    | Giamaica      | 48"34 | Q    |
| 3    | 7      | Wilfried Happio   | Francia       | 48"66 |      |
| 4    | 6      | Matheus Lima      | Brasile       | 49"08 |      |
| 5    | 4      | Wiseman Mukhobe   | Kenya         | 49"22 |      |
| 6    | 3      | Carl Bengtström   | Svezia        | 49"56 |      |
| 7    | 2      | Gerald Drummond   | Costa Rica    | 49"68 |      |
| 8    | 9      | Alastair Chalmers | Gran Bretagna | 56"52 |      |

### Finale

Video della Finale

| Pos.    | Corsia | Atleta            | Nazionalità               | Tempo | Note                                     |
| ------- | ------ | ----------------- | ------------------------- | ----- | ---------------------------------------- |
| Oro     | 8      | Rai Benjamin      | Stati Uniti               | 46"46 | =                                        |
| Argento | 7      | Karsten Warholm   | Norvegia                  | 47"06 |                                          |
| Bronzo  | 3      | Alison dos Santos | Brasile                   | 47"26 |                                          |
| 4       | 5      | Clément Ducos     | Francia                   | 47"76 |                                          |
| 5       | 6      | Kyron McMaster    | Isole Vergini Britanniche | 47"79 | Miglior prestazione personale stagionale |
| 6       | 2      | Abderrahman Samba | Qatar                     | 47"98 |                                          |
| 7       | 4      | Rasmus Mägi       | Estonia                   | 52"53 |                                          |
|         | 9      | Roshawn Clarke    | Giamaica                  | dnf   |                                          |